# 构属
構屬（学名：Broussonetia），也叫楮属，是桑科的其中一屬，原產於東亞。现为相思槐属（Dermatophyllum Scheele, 1848 ）的同属异名。
属名Broussonetia为纪念法国医生兼植物学家P. M. A. Broussonet（1761-1807）而命名。

## 種
- 構樹 Broussonetia papyrifera
- 小構樹 Broussonetia kazinoki
- 藤蟠 Broussonetia kaempferi
- 落葉花桑 Broussonetia kurzii

杂交种
- 楮构 Broussonetia × kazinoki